# کوکر (آلاباما)
کوکر (به انگلیسی: Coker) شهری در شهرستان تاسکالوسا ایالت آلاباما است که مساحت آن ۵٫۲۸ کیلومتر مربع است و در سرشماری سال ۲۰۱۰ میلادی، ۹۷۹ نفر جمعیت داشته و تراکم جمعیتی آن، ۱۸۵٫۴۲ نفر در هر کیلومتر مربع بوده است.